# Ilha de Uummannaq
Ilha de Uummannaq (em groenlandês/gronelandês:  Uummannap qeqertaa) é uma pequena (12 km²)  ilha no município de Qaasuitsup, no noroeste da Groenlândia. Localizado na parte centro-sul do fiorde de Uummannaq, é o lar da montanha mais proeminente da costa do Ártico, no oeste da Groenlândia, e de Uummannaq, a maior cidade ao norte de Ilulissat.
A ilha é separada da península de Nuussuaq, a sudoeste, pelo estreito de Sarqarput, no braço sul do fiorde de Uummannaq. No leste, a ilha é separada da ilha de Salliaruseq pelo amplo Estreito de Assorput. Ao norte, o braço central do fiorde de Uummannaq o separa da grande ilha de Appat e dos escolhos de Saattut.

## Costa

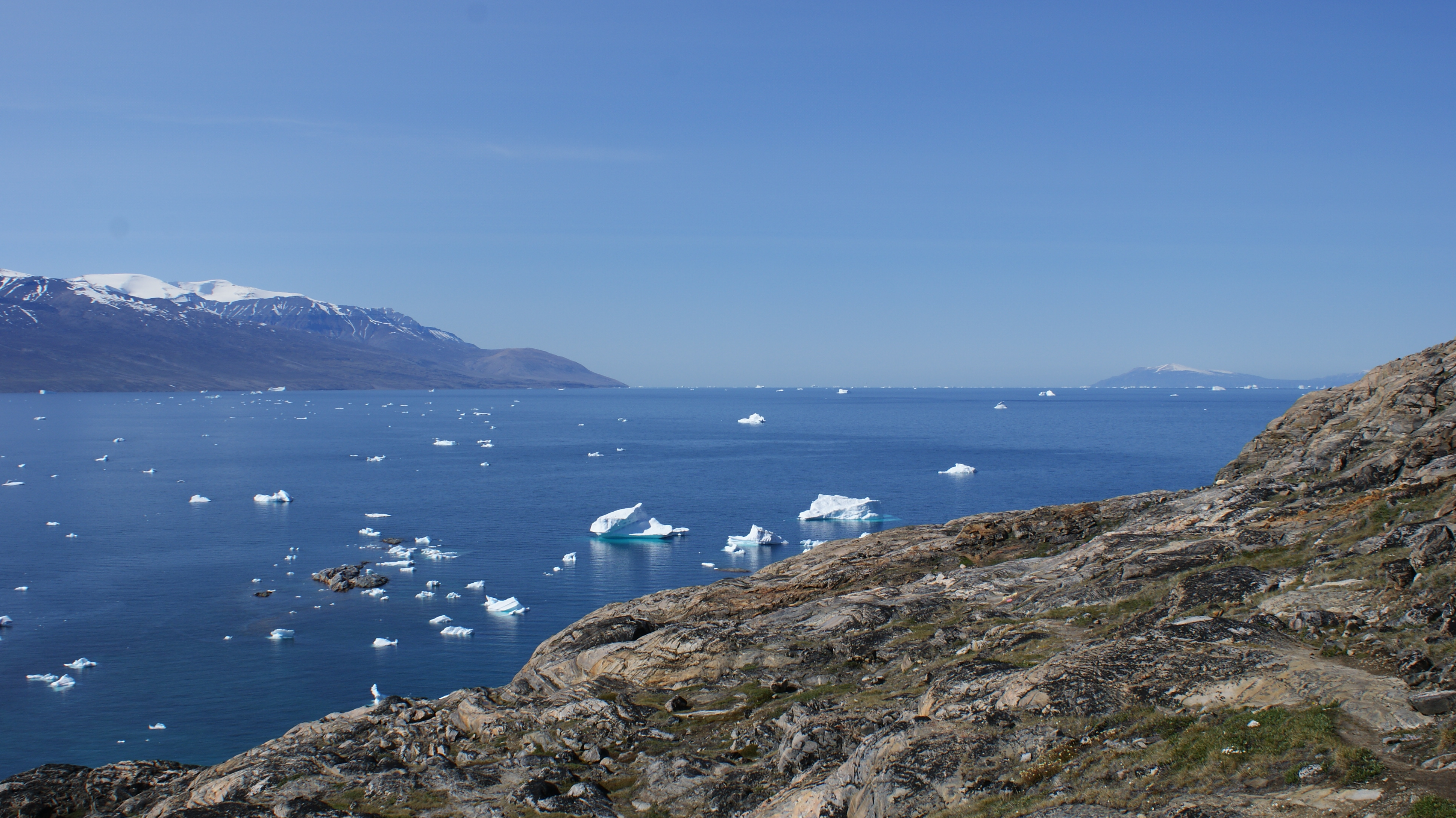
Vista da Baía de Qasigissat em direção à Península de Nuussuaq, o braço principal do Fiorde de Uummannaq e a Ilha Illorsuit

A ilha tem uma costa muito pouco desenvolvida, com um punhado de pequenas baías rochosas, principalmente na parte habitada mais ao sul. A única baía significativa é Qasigissat (em dinamarquês:  Spraglebugten) na costa sudoeste. A baía de Iterlak, ligeiramente recuada, está localizada na costa noroeste da ilha. O mar é o único meio de transporte para a parte norte desabitada da ilha.

### Portos

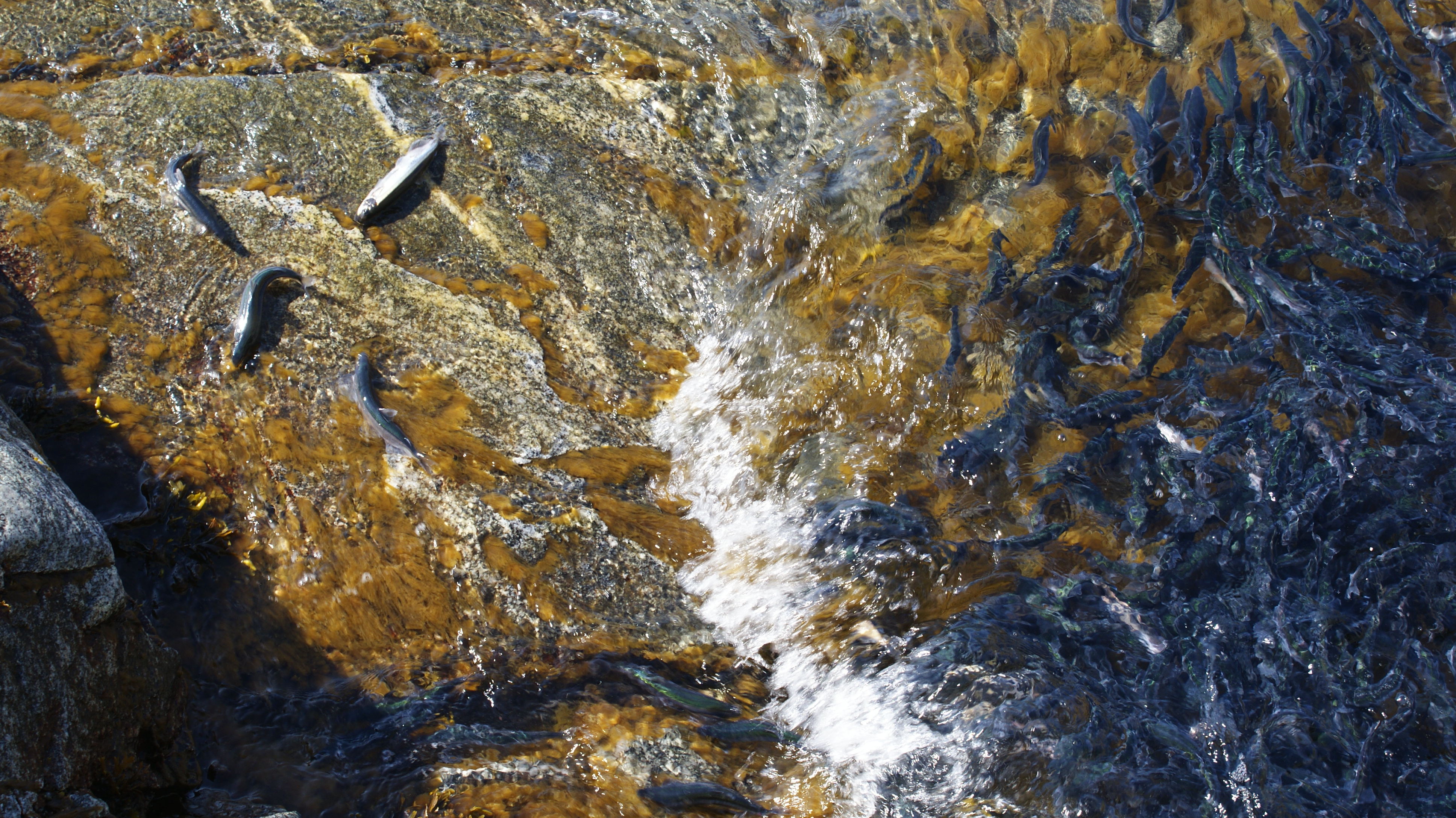
Migração das escolas de peixes em Qasigissat Bay

O porto de Uummannaq ocupa uma pequena enseada no extremo sudeste da ilha. Não é profundo o suficiente para atender a navios de cruzeiro de grande porte, mas suficientemente profundo para lidar com navios de abastecimento e pesca da Royal Arctic Line e da Royal Greenland, além de lanchas e barcos de pesca menores. Existem várias pequenas baías entre o porto e o promontório de Nuussuatsiaq, nas proximidades do heliporto.
Os pescadores da cidade de Uummannaq examinam toda a costa sul para ancorar barcos e lanchas de pesca menores. Fora da parte urbanizada da ilha existem várias enseadas e enseadas que protegem as redes de pesca e, no verão, os canteiros. Durante o verão, um pequeno skerry economicamente desinteressante na Baía Qasigissat é usado como ponto de observação para a vida marinha, principalmente cardumes de peixes que migram ao longo da costa.

## Promontórios

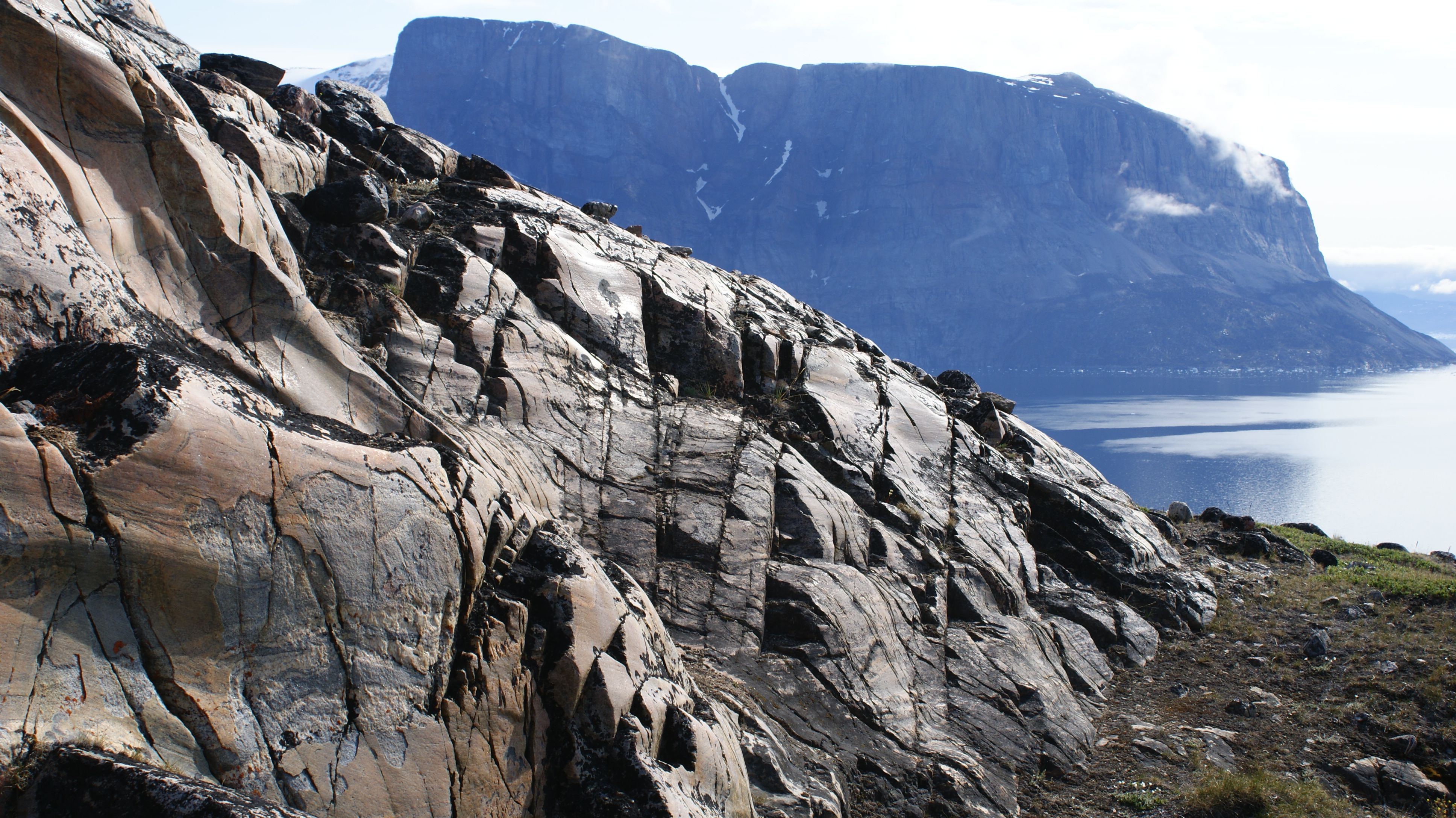
Pedra de gnaisse dobrada acima do promontório de Nuussuatsiaq, com vista para a ilha de Salliaruseq, através do Estreito de Assorput

| Nome         | Direção           | Localização                  | Notas |
| ------------ | ----------------- | ---------------------------- | --- |
| Uitlut       | Cabo Ocidental    | 70° 42′ 51″ N, 52° 11′ 31″ O | |
| Tuunerit     | Cabo Setentrional | 70° 44′ 00″ N, 52° 09′ 05″ O | |
| Nuussuatsiaq | Cabo oriental     | 70° 41′ 33″ N, 52° 05′ 52″ O | |
| (nenhum)     | Cabo do Sul       | 70° 40′ 19″ N, 52° 07′ 40″ O | A parte sul da ilha é urbanizada, com a capa rochosa do sul vista pelas casas que pontilham toda a costa sul |

## Lagos

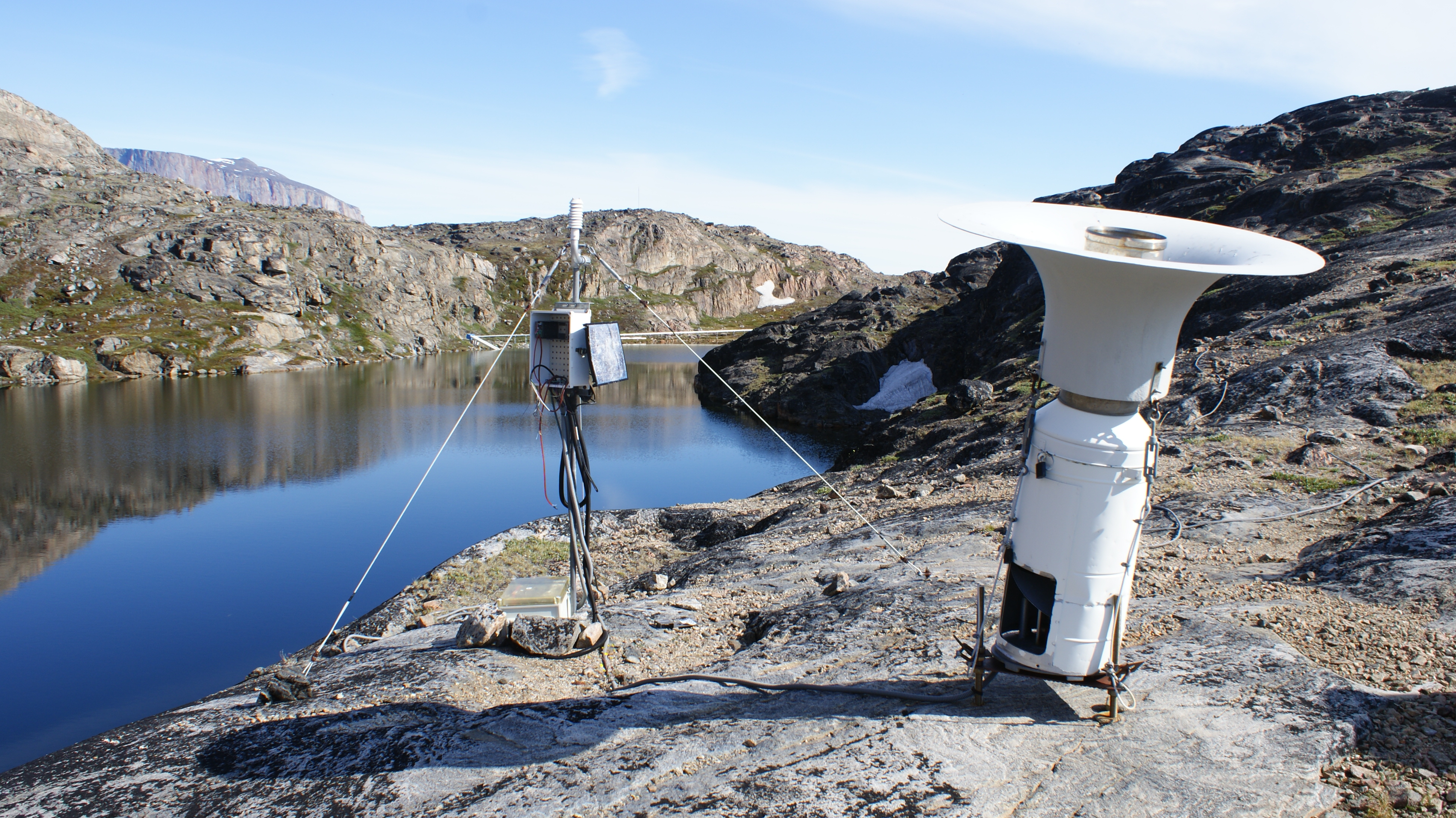
Equipamento meteorológico em Blue Lake, incluindo um medidor automático de neve – temporariamente fora de serviço

Existem dois lagos significativos na ilha: o lago Tasersuaq e o lago azul. Existem também vários pequenos lagos no planalto, ao sul da montanha Uummannaq.

### Lago Azul
A Blue Lake está localizado numa depressão do planalto centro-sul, a cerca de 70° 41′ 34″ N, 52° 07′ 25″ O, ao norte do campo de futebol. Os canos colocados no chão transportam água potável do lago para a instalação central da estação de tratamento de água.

### Tasersuaq
Tasersuaq (Gronelandês para grande lago) representa a maior lago situado na parte sul da ilha, a aproximadamente 70° 40′ 50″ N, 52° 08′ 00″ O. É cercada por pequenas colinas a oeste e sul e por falésias mais altas do planalto a leste e norte. As casas mais ao norte de Uummannaq estão localizadas a oeste do lago. Tasersuaq é o principal reservatório de água que serve a cidade de Uummannaq, com tubulações que conduzem para o sul através de um barranco profundo.

## Interior

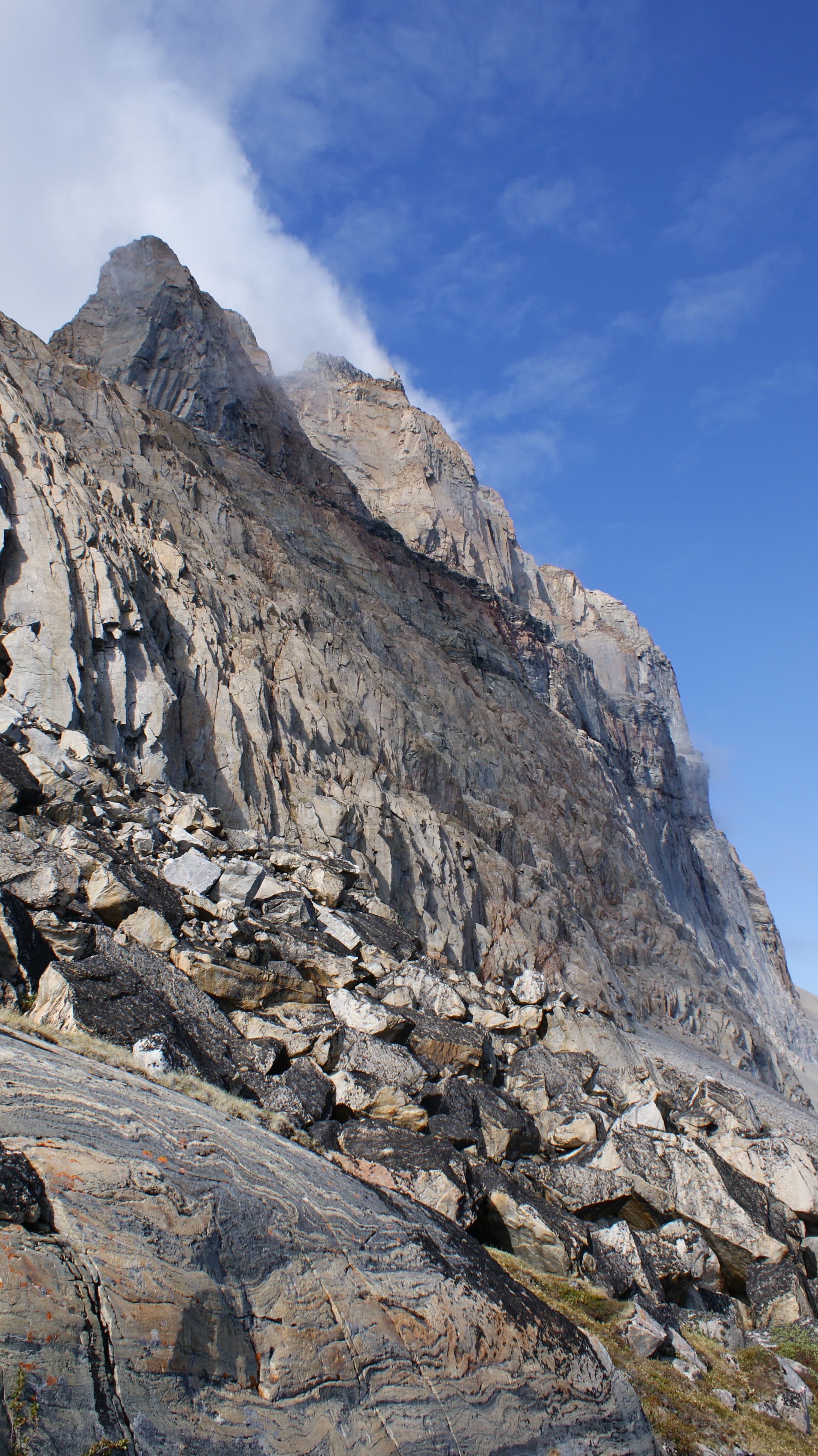
Montanha Uummannaq: perfil oriental da parede

Toda a ilha é rochosa, com a metade sul aumentando progressivamente em altitude na direção norte, em direção à montanha Uummannaq Twin Peaks. A área ao sul do centro geográfico da ilha é um platô de colinas de granito dobradas, pontilhadas por pequenos lagos. O platô cai nas águas circundantes com falésias íngremes, cheias de couloirs. A costa nordeste, sob as paredes da montanha, apresenta um grande cone de seixos soltos. O movimento nos arredores do interior é restrito ao montanhismo.

### Montanha Uummannaq

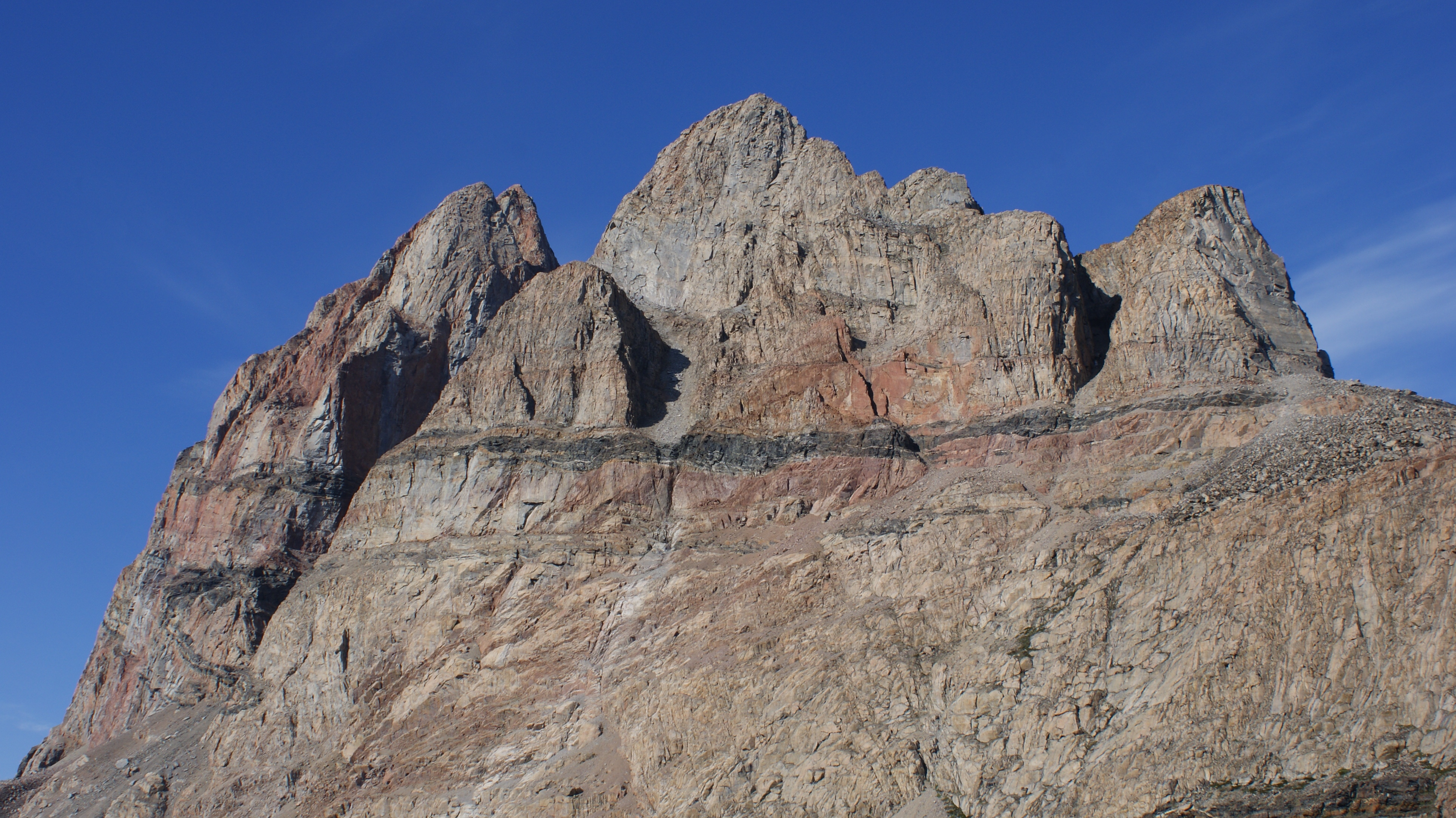
Torre de Uummannaq Twin Peaks sobre a ilha

A montanha Uummannaq domina inteiramente a paisagem da ilha, sua base ocupando toda a metade norte. Formada por granito e gnaisse no subsolo, é a montanha mais proeminente na parte ártica da costa oeste da Groenlândia. A montanha é um marco da Groenlândia e um ímã turístico, frequentemente reproduzido na arte.
A montanha tem dois cumes de altura semelhante (o cume oriental é o mais alto), daí o nome Uummannaq, da Gronelândia, em forma de coração. Chaminés profundas caem ao sul e ao norte a partir da colina entre os cumes ocidental e oriental. Sua parede oriental não apresenta depressões significativas, caindo em um penhasco uniforme no Estreito de Assorput entre a Ilha Uummannaq e a Ilha Salliaruseq.

## Assentamento
O único assentamento na ilha é a cidade de Uummannaq, um dos centros culturais do noroeste da Groenlândia. A cidade ocupa aproximadamente 10% da área da ilha, concentrada em torno da ponta sul da ilha.

## Transporte

### Aéreo

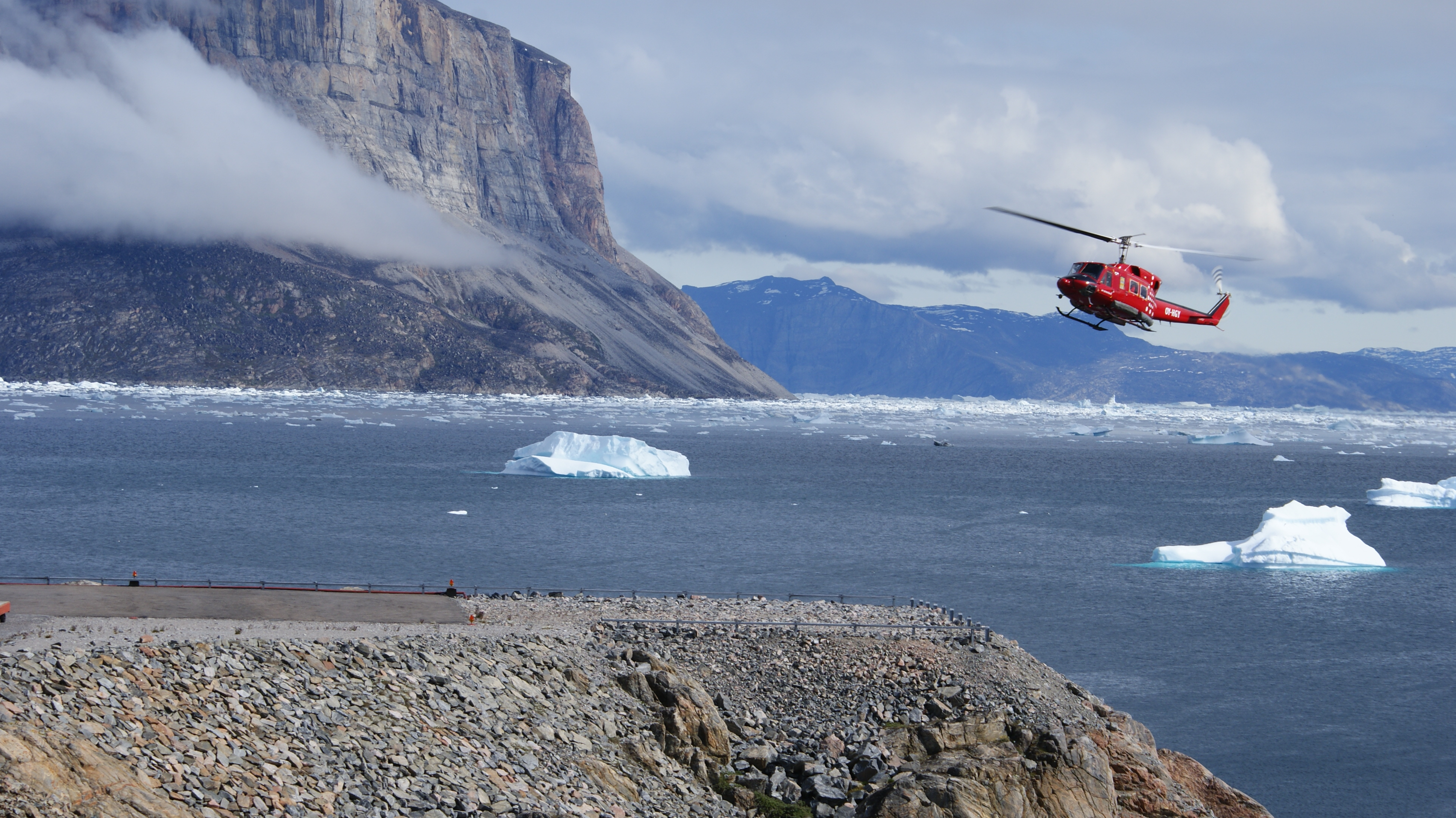
A Air Greenland liga a ilha ao resto do país através do Heliporto Uummannaq

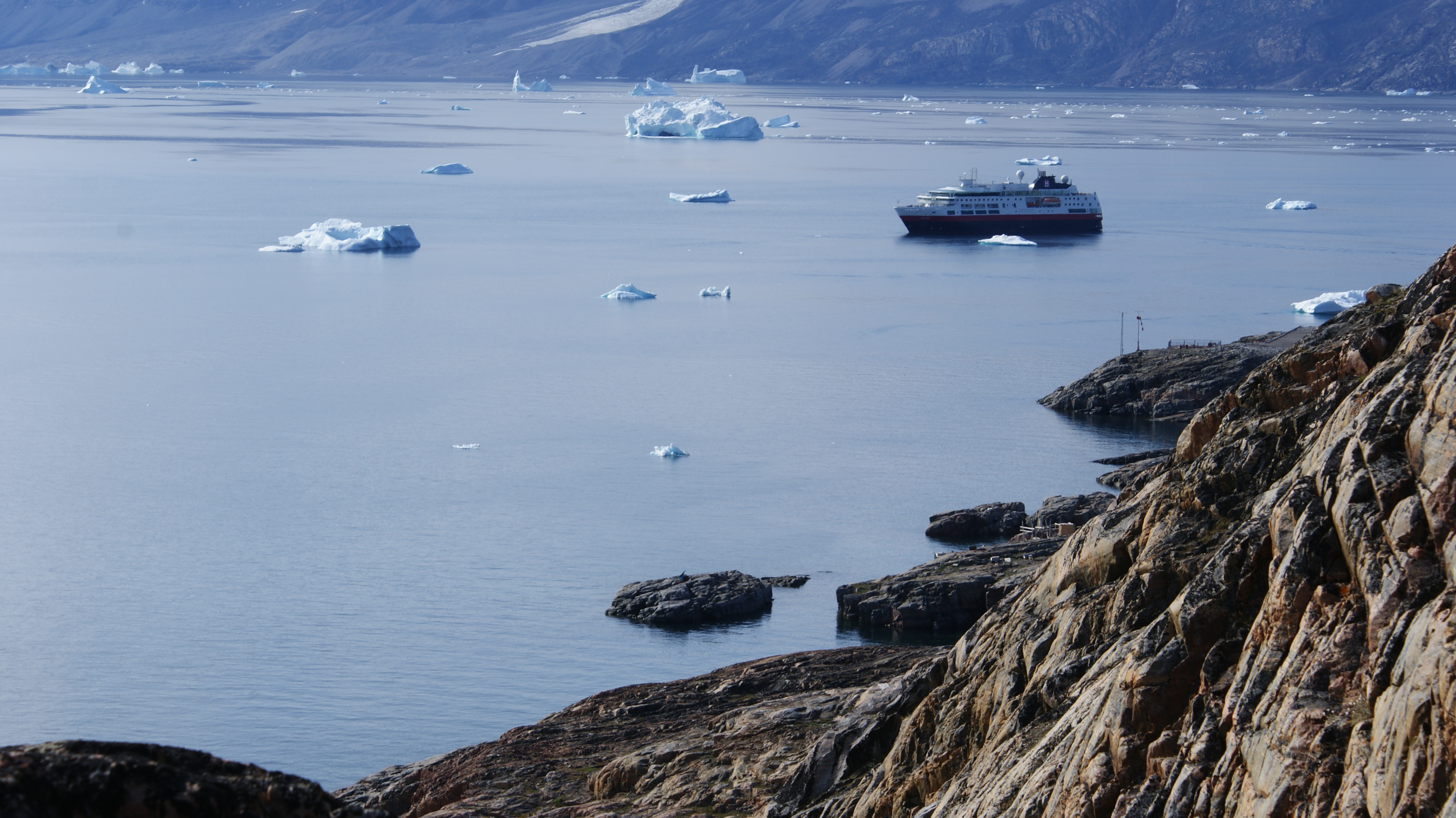
A estrutura M/S de Hurtigruten não pode ser reparada diretamente pelo porto de Uummannaq devido à superficialidade da entrada do porto

A ilha está bem conectada com o resto da Groenlândia. A Air Greenland possui seu centro regional de helicópteros na ilha, atendendo a todos os assentamentos da região. Vários vôos diários de helicóptero ligam a ilha ao aeroporto Qaarsut nas proximidades, na península de Nuussuaq, de onde as conexões STOL estão disponíveis para Upernavik, Sisimiut, Ilulissat e mais para o centro e sul da Groenlândia.

### Marítimo
Até 2006, a Arctic Umiaq Line fornecia serviços de balsa de Nuuk a Upernavik, fazendo escala em Uummannaq, Ilulissat e Aasiaat dentro do município de Qaasuitsup. A M/S Sarpik Ittuk–que atendeu a Baía de Disko, o fiorde de Uummannaq e o arquipélago de Upernavik–foi vendida em 2006 para a Nova Cruising, uma empresa das Bahamas. Desde então, os serviços de ferry da AUL estão disponíveis apenas a sul de Ilulissat, operados com o navio restante, M/S Sarfaq Ittuk.
O barco de carga/passageiros Pajuttaat da Royal Arctic Line liga Uummannaq a Upernavik. Barcos de transporte e de turismo individuais podem ser fretados no Serviço de Turismo de Uummannaq. A ilha é frequentemente visitada por navios de cruzeiro, como o Hurtigruten da Noruega.

## Galeria

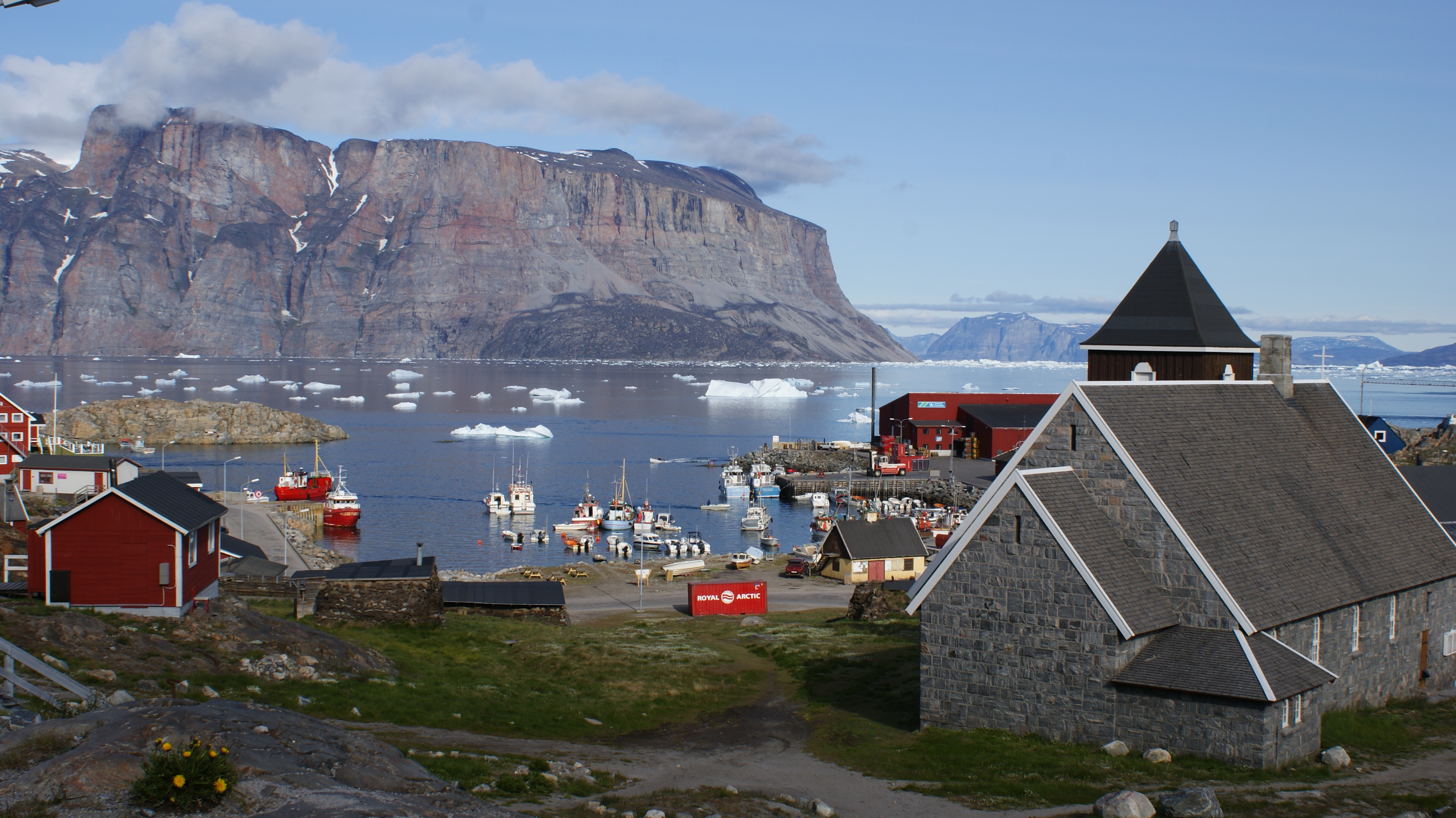
O porto na cidade de Uummannaq
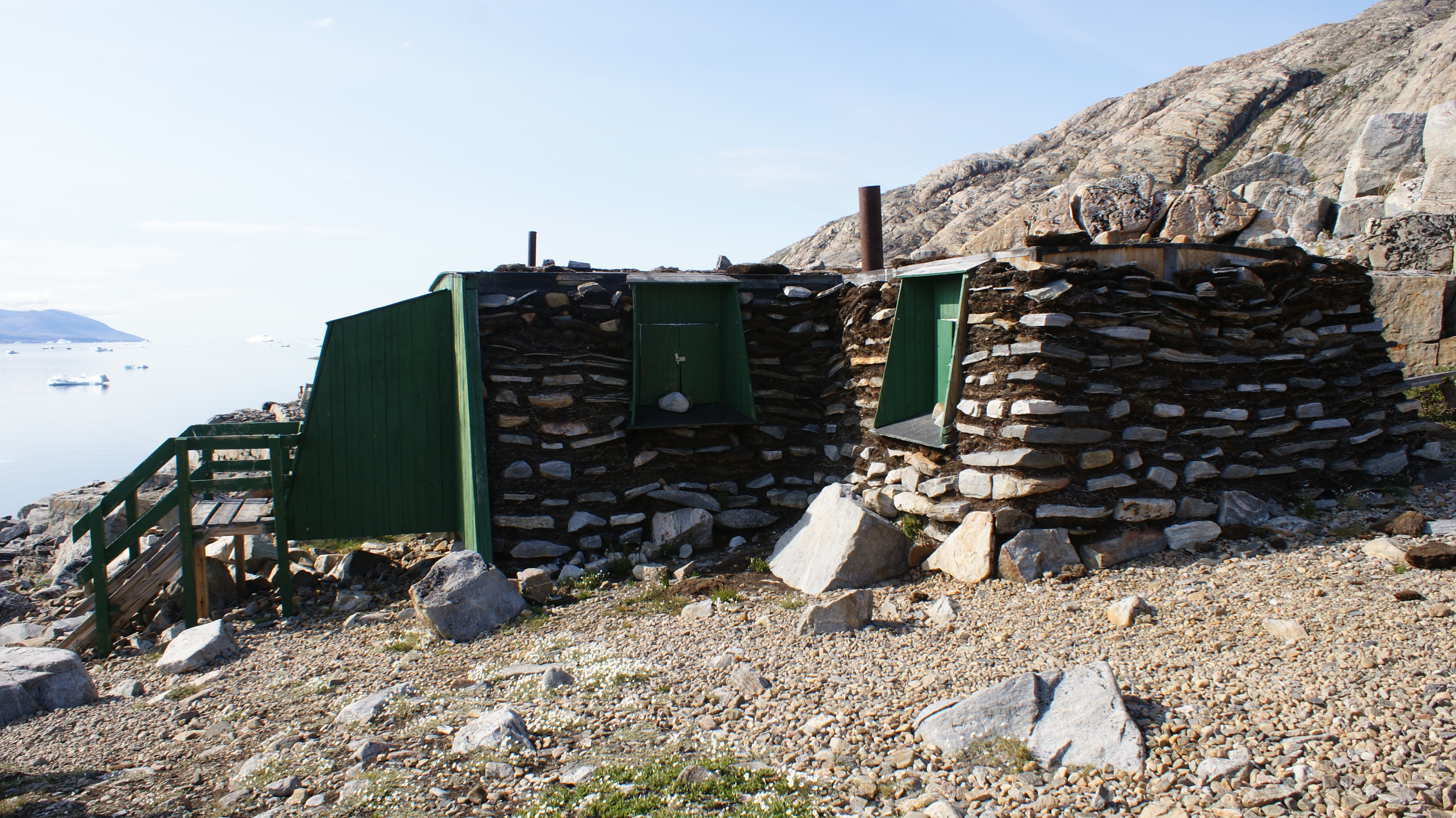
Uma casa de relvado tradicional da Groenlândia, restaurada, servindo os filhos da Dinamarca como o "Castelo do Papai Noel ",[12] onde eles podem escrever cartas.
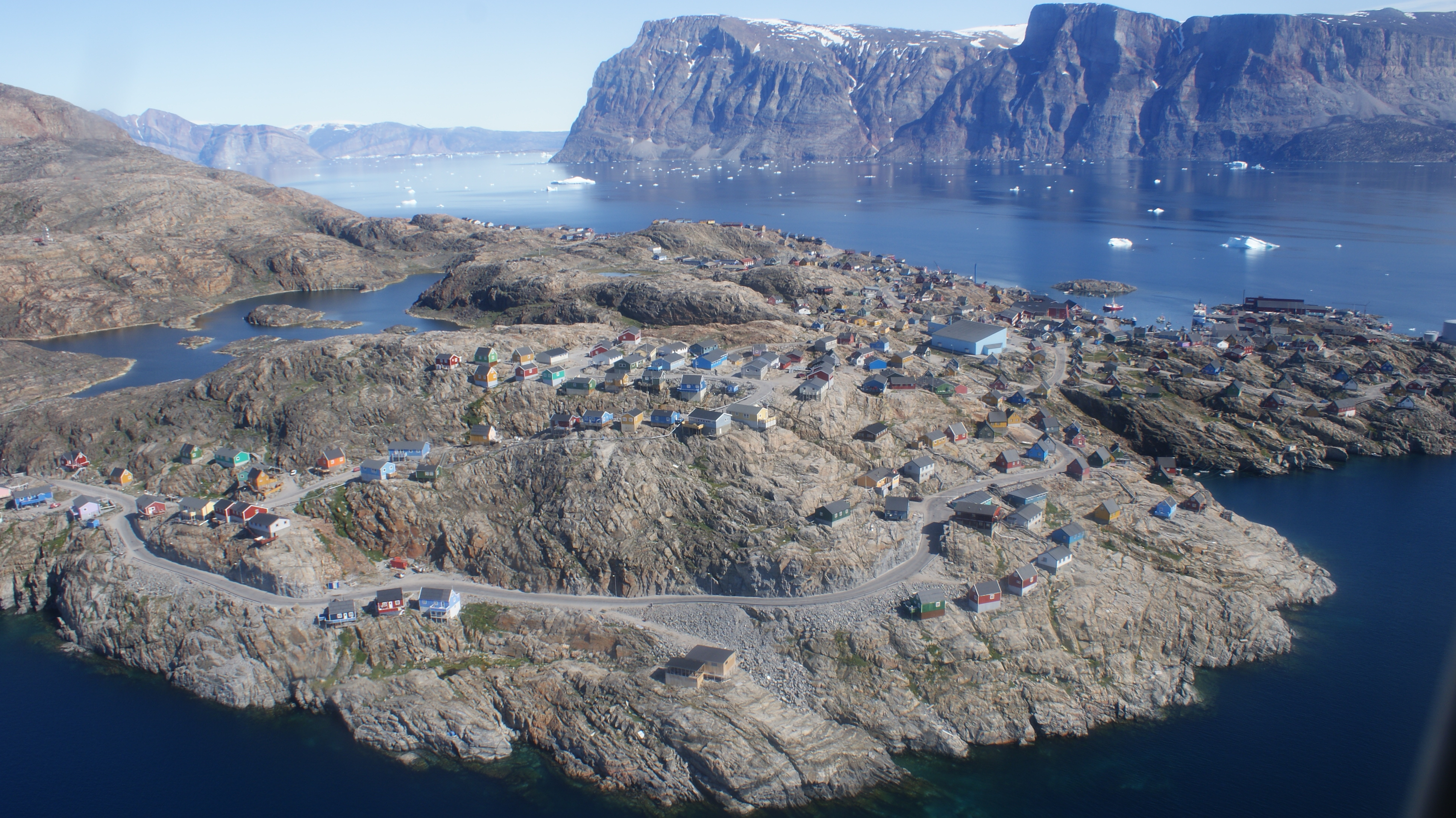
Vista aérea da parte sul da ilha de Uummannaq a partir do helicóptero Air Greenland Bell 212 durante o voo Uummannaq-Qaarsut